# BBL Pokal de 2022-23
A Copa da Alemanha de Basquetebol de 2022-23 (oficialmente:Magenta Spot BBL Pokal 2022-23, por motivos de patrocinadores) foi a 56ª edição da Copa Nacional, gerida pela Basketball Bundesliga GmbH. O FC Bayern München conquistou seu quarto título.

## Equipes participantes
A competição é disputada pelas dezesseis melhores equipes da BBL 2021-22 (exceto os rebaixados e os promovidos da ProA 2021-22). A eliminação dá-se em jogo único com arena sorteada, cabendo as fases de oitavas de finais, quartas de finais, semifinais e final.
| Pos. | Clube                    | J  | V  | D  | P    | P+ / P-   |
| ---- | ------------------------ | -- | -- | -- | ---- | --------- |
| 1    | ALBA Berlin              | 33 | 27 | 6  | 466  | 2872:2406 |
| 2    | Telekom Baskets Bonn     | 34 | 26 | 8  | 237  | 2989:2752 |
| 3    | FC Bayern München        | 34 | 25 | 9  | 256  | 2771:2515 |
| 4    | MHP Riesen Ludwigsburg   | 34 | 23 | 11 | 142  | 2750:2608 |
| 5    | ratiopharm Ulm           | 34 | 22 | 12 | 102  | 2811:2709 |
| 6    | Niners Chemnitz          | 34 | 22 | 12 | 99   | 2757:2658 |
| 7    | Hamburg Towers           | 34 | 19 | 15 | 150  | 2897:2747 |
| 8    | Brose Bamberg            | 34 | 18 | 16 | -69  | 2858:2927 |
| 9    | HAKRO Merlins Crailsheim | 34 | 17 | 17 | -41  | 2875:2916 |
| 10   | BG Göttingen             | 34 | 16 | 18 | -71  | 2732:2803 |
| 11   | EWE Baskets Oldenburg    | 34 | 14 | 20 | -11  | 2937:2948 |
| 12   | s.Oliver Würzburg        | 34 | 14 | 20 | -138 | 2810:2948 |
| 13   | Basketball Braunschweig  | 33 | 12 | 12 | -44  | 2743:2787 |
| 14   | medi Bayreuth            | 34 | 11 | 23 | -220 | 2688:2908 |
| 15   | MLP Academics Heidelberg | 34 | 11 | 23 | -194 | 2664:2860 |
| 16   | Syntainics MBC           | 34 | 11 | 23 | -218 | 2840:3058 |

## Oitavas de finais
| 15 de outubro de 2022 18:00 | relatório | Syntainics MBC                                | 69–75 | medi Bayreuth |  | Stadthalle Weißenfels, Weißenfels Público: 2 000 |  |
| 15 de outubro de 2022 18:00 | relatório | Placar por quarto: 24-17, 19-20, 14-13, 12-25 |       |               |  | Stadthalle Weißenfels, Weißenfels Público: 2 000 |  |

| 15 de outubro de 2022 18:00 | relatório | Hakro Crailsheim Merlins                      | 86–72 | Niners Chemnitz |  | Arena Hohenlohe, Crailsheim Público: 2 471 |  |
| 15 de outubro de 2022 18:00 | relatório | Placar por quarto: 21-19, 19-18, 25-12, 21-23 |       |                 |  | Arena Hohenlohe, Crailsheim Público: 2 471 |  |

| 15 de outubro de 2022 20:30 | relatório | Würtzburg Baskets                             | 87–91 | EWE Baskets |  | tectake Arena, Würtzburg Público: 1 449 |  |
| 15 de outubro de 2022 20:30 | relatório | Placar por quarto: 17-25, 27-18, 17-20, 26-28 |       |             |  | tectake Arena, Würtzburg Público: 1 449 |  |

| 15 de Outubro de 2022 20:30 | relatório | Veolia Towers Hamburg                         | 86–92 | MHP Riesen Ludwigsburg |  | edel-optics.de-Arena, Hamburgo Público: 2 287 |  |
| 15 de Outubro de 2022 20:30 | relatório | Placar por quarto: 21-22, 23-21, 25-18, 17-31 |       |                        |  | edel-optics.de-Arena, Hamburgo Público: 2 287 |  |

| 16 de outubro de 2022 15:00 | relatório | Basketball Löwen Braunschweig                            | 84–85 | MLP Academics Heidelberg | OT | Volkswagen Halle, Braunschweig Público: 1 982 |  |
| 16 de outubro de 2022 15:00 | relatório | Placar por quarto: 23-22, 13-19, 14-21, 23-11, OT: 11-12 |       |                          | OT | Volkswagen Halle, Braunschweig Público: 1 982 |  |

| 16 de outubro de 2022 15:00 | relatório | BG Göttingen                                  | 86–82 | Ratiopharm Ulm |  | Sparkassen Arena, Göttingen Público: 2 003 |  |
| 16 de outubro de 2022 15:00 | relatório | Placar por quarto: 16-21, 20-21, 23-21, 27-19 |       |                |  | Sparkassen Arena, Göttingen Público: 2 003 |  |

| 16 de outubro de 2022 18:00 | relatório | Brose Bamberg                                 | 68–85 | FC Bayern München |  | Brose Arena, Bamberg Público: 4 011 |  |
| 16 de outubro de 2022 18:00 | relatório | Placar por quarto: 18-21, 15-23, 16-21, 19-20 |       |                   |  | Brose Arena, Bamberg Público: 4 011 |  |

| 17 de outubro de 2022 19:00 | relatório | ALBA Berlin                                   | 98–95 | Telekom Baskets Bonn |  | Mercedes-Benz Arena, Berlim Público: 5 345 |  |
| 17 de outubro de 2022 19:00 | relatório | Placar por quarto: 24-27, 21-22, 30-20, 23-26 |       |                      |  | Mercedes-Benz Arena, Berlim Público: 5 345 |  |

## Quartas de finais
| 3 de dezembro de 2022 20:30 | relatório | Hakro Crailsheim Merlins                     | 69–95 | MHP Riesen Ludwigsburg |  | Arena Hohenlohe, Crailsheim Público: 2 365 |  |
| 3 de dezembro de 2022 20:30 | relatório | Placar por quarto: 21-29, 14-25, 8-25, 26-16 |       |                        |  | Arena Hohenlohe, Crailsheim Público: 2 365 |  |

| 4 de dezembro de 2022 15:00 | relatório | EWE Baskets                                   | 85–83 | MLP Academics Heidelberg |  | EWE Arena, Oldenburg Público: 5 737 |  |
| 4 de dezembro de 2022 15:00 | relatório | Placar por quarto: 21-23, 18-29, 22-14, 24-17 |       |                          |  | EWE Arena, Oldenburg Público: 5 737 |  |

| 4 de dezembro de 2022 18:00 | relatório | FC Bayern München                             | 80–63 | medi Bayreuth |  | Audi Dome, Munique Público: 5 636 |  |
| 4 de dezembro de 2022 18:00 | relatório | Placar por quarto: 13-14, 34-16, 13-14, 20-19 |       |               |  | Audi Dome, Munique Público: 5 636 |  |

| 15 de Outubro de 2022 20:30 | relatório | BG Göttingen                                  | 86–92 | ALBA Berlin |  | edel-optics.de-Arena, Hamburgo Público: 2 287 |  |
| 15 de Outubro de 2022 20:30 | relatório | Placar por quarto: 21-22, 23-21, 25-18, 17-31 |       |             |  | edel-optics.de-Arena, Hamburgo Público: 2 287 |  |

## Top Four 2023 - Oldenburg

### EWE Arena
Como a equipe do EWE Baskets Oldenburg classificou-se para o TOP FOUR, a EWE Arena foi selecionada para os jogos de semifinais e final nos dias 18 e 19 de fevereiro de 2023. A EWE Arena possui capacidade para jogos de basquetebol para 6.200 espectadores.
| Oldenburg                   |
| --------------------------- |
| EWE Arena                   |
| 53° 08′ 47″ N, 8° 13′ 36″ L |
| Capacidade: 6 200           |
|                             |

|  | Meias-finais      | Meias-finais           | Meias-finais |    |         | Final             | Final | Final |
|  |                   |                        |              |    |         |                   |       |       |
|  | Baviera           | FC Bayern München      | 83           |    |         |                   |       |       |
|  | Berlim            | ALBA Berlin            | 77           |    |         |                   |       |       |
|  |                   |                        |              |    | Baviera | FC Bayern München | 90    |       |
|  |                   | Baixa Saxônia          | EWE Baskets  | 78 |         |                   |       |       |
|  | Baixa Saxônia     | EWE Baskets            | 92           |    |         |                   |       |       |
|  | Baden-Württemberg | MHP Riesen Ludwigsburg | 86           |    |         |                   |       |       |

## Semifinais

### EWE Baskets Oldenburg - MHP Riesen Ludwigsbug
| 18 de fevereiro 16:00 | relatório | EWE Baskets                                              | 92–86 | MHP Riesen Ludwigsburg                                     |  | EWE Arena, Oldenburg Público: 6 200 |  |
| 18 de fevereiro 16:00 | relatório | Placar por quarto: 23-28, 14-21, 29-20, 26-17            |       |                                                            |  | EWE Arena, Oldenburg Público: 6 200 |  |
| 18 de fevereiro 16:00 | relatório | Pts: R. DeWayne 26 Rbts: H. Gravett 4 Asts: R. DeWayne 8 |       | Pts: J. Johnson 19 Rbts: 3 jogadores com 5 Asts: P. Hubb 9 |  | EWE Arena, Oldenburg Público: 6 200 |  |

| EWE Baskets Oldenburg | EWE Baskets Oldenburg | EWE Baskets Oldenburg | EWE Baskets Oldenburg | EWE Baskets Oldenburg | EWE Baskets Oldenburg |
| Jogador               | Jogador               | Pts                   | Reb                   | Assts                 | Minutos               |
| --------------------- | --------------------- | --------------------- | --------------------- | --------------------- | --------------------- |
| 4                     | DeWayne Russel        | 26                    | 5                     | 8                     | 37:20                 |
| 0                     | Shakur Juiston        | 14                    | 6                     | 4                     | 24:56                 |
| 21                    | Tanner Leissner       | 14                    | 3                     | 1                     | 26:06                 |
| 5                     | Trey Drechsel         | 13                    | 5                     | 2                     | 19:39                 |
| 35                    | Alen Pjanic           | 12                    | 6                     | 1                     | 34:26                 |
| 22                    | T.J. Holyfield        | 7                     | 5                     | 1                     | 15:51                 |
| 3                     | Maximilian DiLeo      | 4                     | 0                     | 3                     | 18:39                 |
| 2                     | Hassani Gravett       | 2                     | 0                     | 0                     | 9:56                  |
| 17                    | Norris Agbakoko       | 0                     | 2                     | 1                     | 13:07                 |
| 20                    | Joel Harms            | 0                     | 0                     | 0                     | 00:00                 |
| Treinador             | Treinador             | Pedro Calles          | Pedro Calles          | Pedro Calles          | Pedro Calles          |

| MHP Riesen Ludwigsburg | MHP Riesen Ludwigsburg | MHP Riesen Ludwigsburg | MHP Riesen Ludwigsburg | MHP Riesen Ludwigsburg | MHP Riesen Ludwigsburg |
| Jogador                | Jogador                | Pts                    | Reb                    | Assts                  | Minutos                |
| ---------------------- | ---------------------- | ---------------------- | ---------------------- | ---------------------- | ---------------------- |
| 23                     | Justin Johnson         | 19                     | 1                      | 1                      | 22:25                  |
| 12                     | Jhonathan Dunn         | 18                     | 3                      | 1                      | 26:36                  |
| 13                     | Yorman Polas Bartolo   | 16                     | 3                      | 2                      | 28:45                  |
| 27                     | Eddy Edigin            | 9                      | 5                      | 0                      | 14:22                  |
| 2                      | Jacob Patrick          | 8                      | 0                      | 0                      | 12:46                  |
| 3                      | Prentiss Hubb          | 8                      | 2                      | 9                      | 34:02                  |
| 29                     | Will Cherry            | 6                      | 3                      | 8                      | 26:52                  |
| 7                      | Shonn Miller           | 2                      | 5                      | 1                      | 20:23                  |
| 1                      | Jonathan Bähre         | 0                      | 5                      | 1                      | 13:49                  |
| Treinador              | Treinador              | Josh King              | Josh King              | Josh King              | Josh King              |

### FC Bayern München - ALBA Berlin
| 18 de fevereiro 19:30 | relatório | FC Bayern München                                     | 83–77 | ALBA Berlin                                      |  | EWE Arena, Oldenburg Público: 6 200 |  |
| 18 de fevereiro 19:30 | relatório | Placar por quarto: 21-17, 19-21, 20-13, 23-26         |       |                                                  |  | EWE Arena, Oldenburg Público: 6 200 |  |
| 18 de fevereiro 19:30 | relatório | Pts: C Winston 21 Rbts: C Winston 6 Asts: C Winston 4 |       | Pts: J Smith 31 Rbts: M. Lo 4 Asts: J Thiemann 6 |  | EWE Arena, Oldenburg Público: 6 200 |  |

| FC Bayern München | FC Bayern München | FC Bayern München | FC Bayern München | FC Bayern München | FC Bayern München |
| Jogador           | Jogador           | Pts               | Reb               | Assts             | Minutos           |
| ----------------- | ----------------- | ----------------- | ----------------- | ----------------- | ----------------- |
| 5                 | Cassius Winston   | 31                | 6                 | 1                 | 30:58             |
| 0                 | Nick Weiler-Babb  | 14                | 2                 | 3                 | 27:13             |
| 13                | Andreas Obst      | 11                | 1                 | 2                 | 23:33             |
| 9                 | Isaac Bonga       | 11                | 1                 | 2                 | 23:20             |
| 11                | Vladimir Lučić    | 7                 | 1                 | 0                 | 18:11             |
| 33                | Freddie Gillespie | 7                 | 11                | 0                 | 30:35             |
| 2                 | Corey Walden      | 6                 | 0                 | 0                 | 10:51             |
| 21                | Augustine Rubit   | 6                 | 3                 | 1                 | 22:37             |
| 7                 | Niels Giffey      | 2                 | 2                 | 0                 | 14:05             |
| 8                 | Othello Hunter    | 0                 | 1                 | 0                 | 7:42              |
| Treinador         | Treinador         | Andrea Trinchieri | Andrea Trinchieri | Andrea Trinchieri | Andrea Trinchieri |

| ALBA Berlin | ALBA Berlin       | ALBA Berlin     | ALBA Berlin     | ALBA Berlin     | ALBA Berlin     |
| Jogador     | Jogador           | Pts             | Reb             | Assts           | Minutos         |
| ----------- | ----------------- | --------------- | --------------- | --------------- | --------------- |
| 3           | Jaleen Smith      | 31              | 6               | 1               | 30:58           |
| 7           | Yanni Wetzell     | 9               | 2               | 0               | 14:38           |
| 44          | Ben Lammers       | 8               | 5               | 1               | 23:27           |
| 50          | Yovel Zoosman     | 7               | 3               | 0               | 18:08           |
| 19          | Louis Olinde      | 6               | 3               | 0               | 27:10           |
| 6           | Malte Delow       | 5               | 1               | 0               | 7:33            |
| 0           | Maodo Lô          | 4               | 0               | 0               | 13:51           |
| 9           | Jonas Mattisseck  | 3               | 0               | 0               | 7:26            |
| 32          | Johannes Thiemann | 3               | 4               | 6               | 23:11           |
| 43          | Luke Sikma        | 1               | 3               | 2               | 18:44           |
| 45          | Tamir Blatt       | 0               | 1               | 3               | 14:54           |
| Treinador   | Treinador         | Israel González | Israel González | Israel González | Israel González |

## Final

### EWE Baskets Oldenburg - FC Bayern München
| 19 de fevereiro 15:00 | relatório | EWE Baskets                                              | 78–90 | FC Bayern München                                                  |  | EWE Arena, Oldenburg Público: 6 200 |  |
| 19 de fevereiro 15:00 | relatório | Placar por quarto: 16-24, 19-19, 19-22, 24-25            |       |                                                                    |  | EWE Arena, Oldenburg Público: 6 200 |  |
| 19 de fevereiro 15:00 | relatório | Pts: R. DeWayne 28 Rbts: T Drechsel 8 Asts: R. DeWayne 5 |       | Pts: V. Lucic, C. Walden 18 Rbts: F. Gillespie 9 Asts: C. Walden 4 |  | EWE Arena, Oldenburg Público: 6 200 |  |

| EWE Baskets Oldenburg | EWE Baskets Oldenburg | EWE Baskets Oldenburg | EWE Baskets Oldenburg | EWE Baskets Oldenburg | EWE Baskets Oldenburg |
| Jogador               | Jogador               | Pts                   | Reb                   | Assts                 | Minutos               |
| --------------------- | --------------------- | --------------------- | --------------------- | --------------------- | --------------------- |
| 4                     | DeWayne Russel        | 28                    | 2                     | 5                     | 35:03                 |
| 0                     | Shakur Juiston        | 9                     | 4                     | 3                     | 25:26                 |
| 21                    | Tanner Leissner       | 3                     | 6                     | 3                     | 29:48                 |
| 5                     | Trey Drechsel         | 21                    | 8                     | 0                     | 36:03                 |
| 35                    | Alen Pjanic           | 6                     | 2                     | 0                     | 22:33                 |
| 22                    | T.J. Holyfield        | 3                     | 2                     | 0                     | 11:11                 |
| 3                     | Maximilian DiLeo      | 5                     | 1                     | 2                     | 16:52                 |
| 2                     | Hassani Gravett       | 0                     | 5                     | 1                     | 9:19                  |
| 17                    | Norris Agbakoko       | 3                     | 2                     | 0                     | 13:45                 |
| Treinador             | Treinador             | Pedro Calles          | Pedro Calles          | Pedro Calles          | Pedro Calles          |

| FC Bayern München | FC Bayern München | FC Bayern München | FC Bayern München | FC Bayern München | FC Bayern München |
| Jogador           | Jogador           | Pts               | Reb               | Assts             | Minutos           |
| ----------------- | ----------------- | ----------------- | ----------------- | ----------------- | ----------------- |
| 5                 | Cassius Winston   | 4                 | 2                 | 2                 | 15:09             |
| 0                 | Nick Weiler-Babb  | 14                | 1                 | 3                 | 24:16             |
| 13                | Andreas Obst      | 5                 | 2                 | 2                 | 19:35             |
| 9                 | Isaac Bonga       | 5                 | 2                 | 1                 | 17:19             |
| 11                | Vladimir Lučić    | 18                | 0                 | 1                 | 21:34             |
| 33                | Freddie Gillespie | 9                 | 9                 | 0                 | 22:41             |
| 2                 | Corey Walden      | 18                | 3                 | 4                 | 24:29             |
| 17                | Niklas Wimberg    | 8                 | 3                 | 0                 | 17:33             |
| 7                 | Niels Giffey      | 3                 | 2                 | 1                 | 18:08             |
| 8                 | Othello Hunter    | 6                 | 2                 | 1                 | 17:19             |
| 4                 | D.J. Seeley       | 0                 | 0                 | 0                 | 01:57             |
| Treinador         | Treinador         | Andrea Trinchieri | Andrea Trinchieri | Andrea Trinchieri | Andrea Trinchieri |

### Premiações
| Magenta Sport BBL Pokal 2022-23 Campeões |
| ---------------------------------------- |
| FC Bayern München 4º Título              |

MVP do TOP FOUR:  Nick Weiler-Babb